# 트레스패스 (음악 그룹)
트레스패스 (Trespass) 또는 쇼하우(ShowHow)는 래퍼인 Issac Squab(본명 박이삭) 과 현무(본명 정창화)가 속해있는 대한민국의 힙합 그룹이다. 1999년에 처음 결성되었으며, 2008년 6월까지 Trespass라는 이름으로 사용하였다. Trespass란 이름은 "당신의 귀로 '무단침범'한다"라는 의미다. 과거 멤버로는 초기에 잠시 활동한 Kiorah가 있다. 2012년 이후로 이들의 활동은 중단되었으며 현재는 사실상 해체한 것으로 보인다.

## 역사

### 초기
1998년, 당시 중학생이었던 Issac Sqaub는 클럽 MP를 통해 Supasize, Leftee Gunz와 함께 Wild Style이라는 팀을 결성하여 데뷔하였다. 당시 최연소 멤버로 이루어진 팀으로 화제를 모은 이 팀은, 얼마 가지 않아 흐지부지되고, Issac은 자신 나름대로 절정신운 한아, 여리와 함께 다시 Dr. Groove라는 펑크 프로젝트 팀을 결성하여 활동하였으나, 활동은 몇 주밖에 지속되지 않았다. 이후 솔로로 전향한 Issac은 1999년, 고등학교에서 뜻이 맞는 이들을 모아 크루를 만들고, 경복고등학교의 춤 동아리의 이름을 따 Trespass라는 이름을 붙였다. 그 중 거북, Kiorah 둘은 자체적으로 헤라클레스라는 팀을 결성한 상태였는데, 이들은 Issac의 무대에 보조 역할로 서서 도움을 주었다. 이런 형태로 Issac은 Issac & Trespass란 이름으로 쓰레기 란 곡을 만들어 공연을 하여 나름의 호응을 얻었다.

### 재정비
2001년경, 헤라클레스는 다시 이름을 Double Trouble로 바꾸고, Issac의 보조 역할이 아닌 자신들만의 음악을 하기로 하였다. 그리고 그해 어사와 ((+))의 프로젝트 앨범이었던 "랩판"에 참여, T X 2라는 곡을 발표하였다. 그러나 이들은 이후로 뚜렷한 활동을 보이지 않았고, 이때 Issac이 Trespass 이름을 내세워 3인조로 활동할 것을 제안, 3인조로써의 정비가 이루어졌다. 하지만 3인조 체제는 내부 갈등으로 오래 가지 못하고, 멤버 Kiorah가 탈퇴하게 되었다. 이로써 2인조가 된 이들은 다시 음악 활동에 박차를 가하고, 거북은 절충 프로젝트 앨범에 참여하는 등의 활동을 보였다. 이때 거북은 이름을 현무로 바꾸게 된다. 그리고 2001년 말에 가라사대와 계약을 맺고 그들의 첫 앨범인 옆집 형이 들려준 이야기를 2004년 4월에 발매하였다.

### 3인조 체제
Trespass는 앨범을 낸 직후 현무의 군입대로 큰 활동은 하지 못했으나, Issac의 입담과 케이블 방송 출연 등으로 매니아들의 기억에 각인될 수 있었다. 한편 2005년경 Trespass는 가라사대에 함께 소속되어있던 비트박서 TKO를 객원 멤버로 맞아, 3인조의 체제로 공연을 하기 시작하였다. 이들은 동시에 가라사대에서 2집 Musique를 작업하고 있었으나, 2005년 7월, 음악적 방향에 대한 고민 끝에 가라사대와 결별을 택하고 무소속으로 활동하게 되었다. 이들은 그 이후에도 계속 음악을 작업하여, 2005년 12월 한량사를 통해 싱글을 한 장 발매하였다. 또 이 싱글을 계기로 TKO는 Trespass의 정식 멤버가 되었다. 싱글 발매 후 Issac은 케이블 TV 방송에서 VJ 활동을, 현무는 여러 앨범 참여 및 Brazilian TACO 프로젝트 그룹 음악 작업, 그리고 TKO는 하자센터 등의 여러 곳에서 비트박스 강의를 하는 등 멈춤없는 활동을 하였다 (TKO는 실제로 빅뱅과 세븐에게 비트박스를 가르쳐준 사람이다). 그리고 2006년 말, KBS DMB 방송의 다큐멘터리를 제작하던 도중 우연히 연이 닿은 Pfull Entertainment와 계약을 맺고 정식 1집 작업에 착수하였고, 박학기 씨의 아름다운 세상 을 샘플링한 동명의 타이틀곡을 담아 2007년 5월 그들의 첫 메이저 앨범이 발매되었다. 앨범 발표 후 Trespass는 Trespasshow라는 제목으로 2007년 8월부터 한동안 정기 공연을 펼치기도 하였다.

### 쇼하우, 그리고 다시 트레스패스로
2008년 6월 "Out for the Fame" 공연에서 Issac과 현무는 TKO는 더는 Trespass의 멤버가 아니며 자신들도 새로운 전기를 맞을 것을 발표하였다. 이후 7월 자신들의 새로운 이름을 ShowHow로 정하였으며, 2008년 7월 ShowHow로써의 첫 번째 앨범이 발매하였다. Issac의 말에 따르면 Trespass는 완전히 해체한 것은 아니며, 자신들이 필요하고 느낄때면 언제든 다시 Trespass로도 돌아갈 수 있다고 밝혔다. 이 앨범은 Fly to the Sky와의 협연으로 어느 정도 이름을 알렸다. 현재 ShowHow의 아이삭은 Goldenboy Training Academy 프로젝트를 통해 "힙합으로 돌아왔으며", 현무는 Brazilian TACO 앨범 발표 후 음악을 잠시 접고 미국 유학을 떠나 ShowHow의 활동은 중단되었다.
Issac Squab는 긴 공백기를 뒤로 하고 2011년 9월 활동을 재개하여 믹스테입 및 7인조 CCM 그룹 D.I.J. 앨범을 제작하였으며, 믹스테입에서 오랜만에 현무와 호흡을 맞추기도 하였다. 또 현무가 유학을 끝내고 귀국함에 따라 2012년 1월 오랜만에 Issac, 현무, TKO 셋이 모여 팬들과의 만남을 가지기도 하였다. 8월에는 인터넷 라디오 "매콤한 라디오 리턴즈"를 개시해 많은 팬들의 환영을 받았다. 이 방송은 2013년에 들어 "매콤한 라디오 라이즈"로 갱신되었다.
방송을 통해서 Issac은 여러 차례 트레스패스가 활동을 하지 않을 것임을 내비쳤으며, 실제로 현무가 라디오 방송에 게스트로 수 차례 참여하여 친분을 과시하였지만 음악적인 콜라보는 없었다. 현재 트레스패스 중에서는 Issac만이 솔로 앨범을 내고 활동 중이며, 팀은 사실상 해체한 것으로 보인다.
대표곡: 쓰레기, 새로운 시작, 뱅, 아름다운 세상, 현대연애백서, New Day

## 디스코그래피
- 2004년 4월 14일 옆집 형들이 들려준 이야기
- 2005년 12월 15일 PL-TWO 싱글
- 2007년 5월 17일 Love & Show
- 2008년 7월 24일 1st Mini Album 미니앨범